# Golpe de Estado en El Salvador de 1960
El golpe de Estado en El Salvador de 1960 (conocido como el Madrugón de los Compadres) fue el derrocamiento exitoso en El Salvador del gobierno de José María Lemus por elementos izquierdistas del ejército y civiles. El golpe dio lugar al establecimiento de una junta militar de seis personas compuesta por tres oficiales militares y tres civiles encabezada por el coronel César Yanes Urías.  Después de tres meses, la junta militar fue derrocada mediante un contragolpe del establishment militar, decidido a «librar al país del comunismo».
El exitoso intento de golpe siguió a un período de disturbios civiles contra el gobierno de Lemus, con manifestaciones estudiantiles que exigían su renuncia y el establecimiento de un sistema verdaderamente democrático en El Salvador. Las manifestaciones se inspiraron en Fidel Castro y la Revolución Cubana. Los principales contribuyentes fueron una economía en decadencia causada por los menores precios de exportación del café y el algodón y una legislación electoral represiva. En respuesta, el presidente Lemus dio marcha atrás en sus políticas reformistas iniciales de amnistía general para los disidentes políticos y abolición de las políticas represivas de los regímenes anteriores. Además, revirtió sus políticas al restablecer leyes autoritarias como la prohibición de la libertad de expresión y reunión y la detención arbitraria de opositores políticos.
Reconociendo la situación insostenible y la pérdida de control del presidente Lemus, los militares dieron un golpe incruento y lo depusieron el 26 de octubre de 1960. La junta militar de transición que tomó el poder poco después, que recibió el nombre de Junta de Gobierno, proclamó la continuidad del uso de la Constitución de 1950 y prometió elecciones.   A pesar de la oposición inicial del Departamento de Defensa (DoD) de los Estados Unidos y la preocupación de la comunidad de inteligencia estadounidense, Estados Unidos extendió su reconocimiento al gobierno provisional.
Tres meses después, el 25 de enero de 1961, un contragolpe liderado por oficiales conservadores depuso a la Junta de Gobierno y estableció una nueva junta militar denominada Directorio Cívico-Militar.  La ley marcial se impuso temporalmente desde el 25 de enero hasta el 30 de enero. Finalmente, se celebraron elecciones en diciembre de ese año y se eligió un presidente provisional el 8 de enero de 1962.